# Arthur's O'on

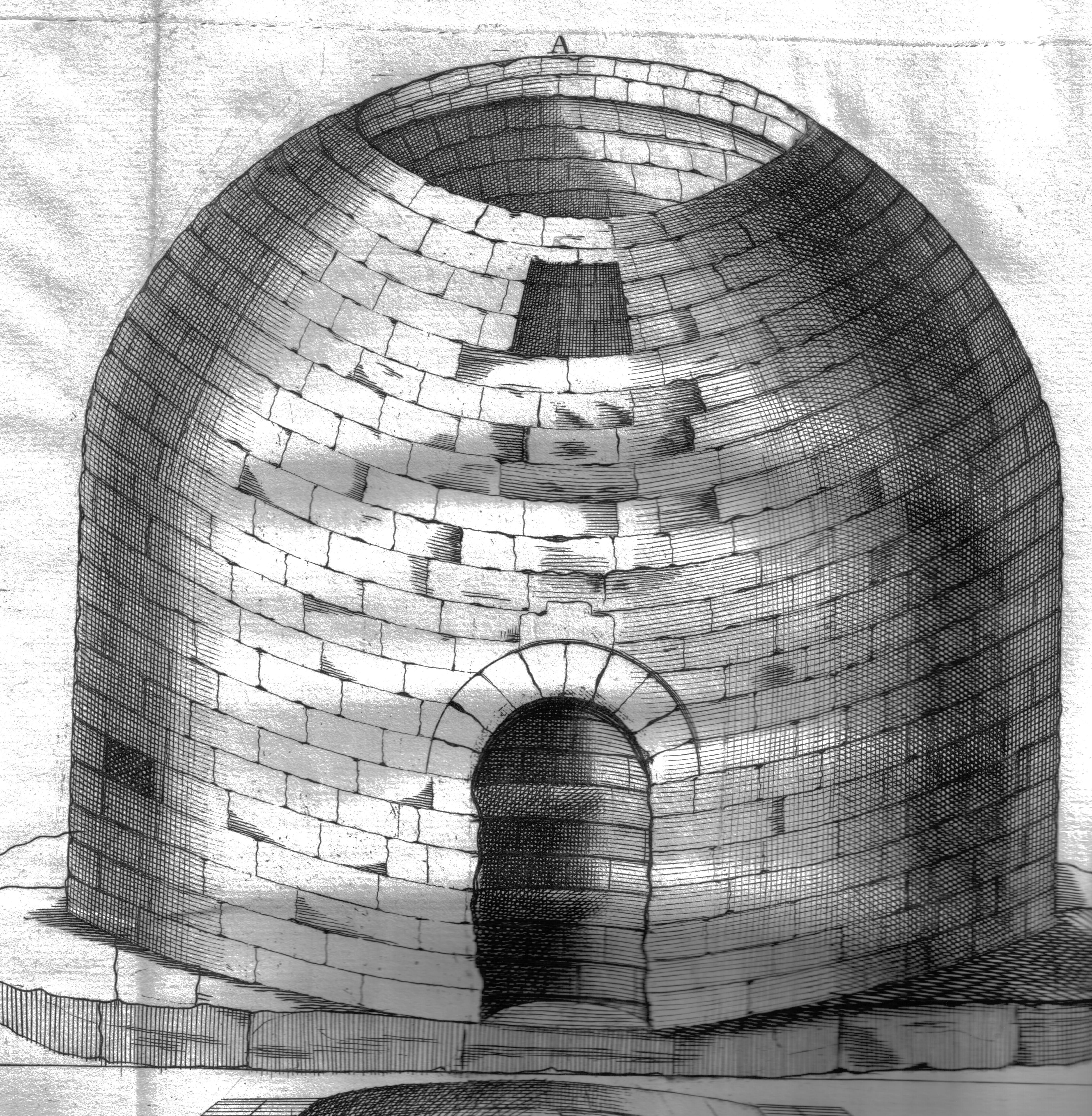
Rappresentazione di Arthur's O'on tratta dall'Itinerarium Septentrionale di Alexander Gordon (1726)

Arthur's O'on (it.: "Il Forno di Artù") era una struttura di epoca romana  situata sopra un terreno elevato sulla sponda nord del fiume Carron, non lontano da Stenhousemuir (it.: "Stagno della Casa di Pietra") vicino Falkirk, Scozia.

## Nomi
Nel 1293 appare come "Furnus Arthur" nella Carta dell'Abbazia di Newbattle. Henry Sinclair, Rettore dell'Università di Glasgow verso il 1560, lo chiama "Arthur's Huif", mentre Alexander Gordon lo chiama "Arthur's Hoff". Viene citato anche come "Julius's Hoff" (it: "casa, sala" di Artù o Giulio Cesare).

## Descrizione

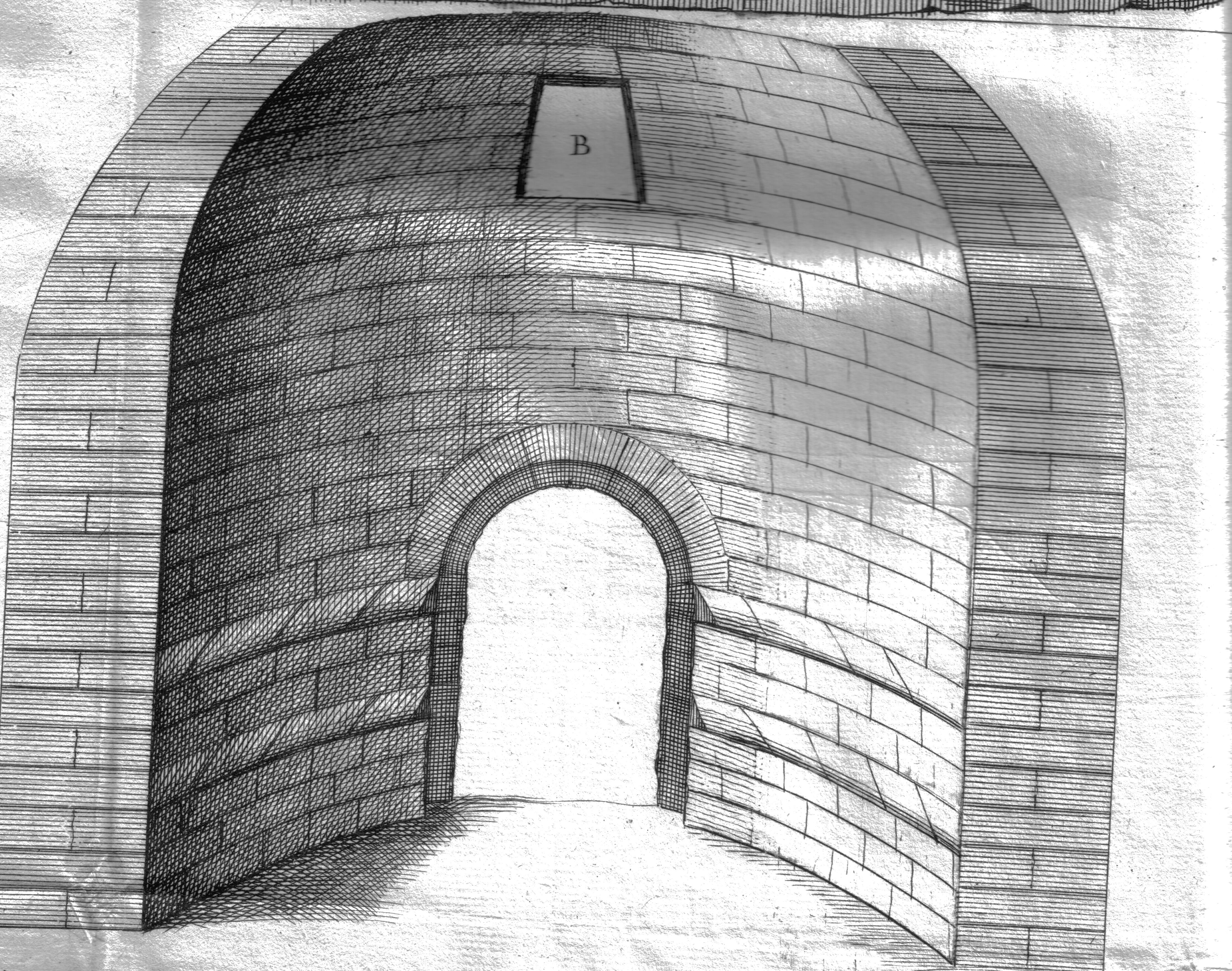
Interno di Arthur's O'on.

La costruzione era in mattoni non legati da malta. La forma era circolare alla base e con una cupola sopra un corpo cilindrico. L'altezza centrale era di 6,7 m e la circonferenza esterna alla base era di 26,8 m. Sul pavimento era visibile un'aquila romana cesellata. Sopra l'entrata erano rappresentate aquile e la dea Vittoria danneggiate dal tempo  Un'enorme pietra era all'interno, probabilmente un altare o la base di una statua in bronzo, di cui è stata rinvenuta un dito in una fessura.

## Finalità
La struttura, unica in Britannia, era probabilmente un tempio. La sua prossimità ad una sorgente ha suggerito che fosse dedicato ad una divinità delle acque. Una sua rappresentazione potrebbe essere in un rilievo danneggiato di Rose Hill sul Vallo di Adriano che raffigura una Vittoria, un'aquila ed un edificio con una cupola sotto gli alberi.

## Distruzione
Nel 1743 fu distrutto da Sir Michael Bruce di Stenhouse per livellare una diga di un mulino sul fiume Carron. Nel 1748 le pietre rimaste furono portate via da un'inondazione.

## Tradizioni
Un manoscritto della Historia Brittonum di Nennio (IX sec.) cita Arthur's O'on come una "casa rotonda di pietra levigata" sul fiume Carron, attribuendolo a Carausio. Nel XIV sec. John di Fordun nella "Chronica Gentis Scotorum" afferma che a costruirlo fu Giulio Cesare sul limite più settentrionale dell'Impero Romano: una tradizione popolare vuole che ogni giorno lo smontasse e trasportasse le pietre fino al nuovo accampamento per poi rimontarlo per passarci la notte. Nel XVI sec. George Buchanan lo vedeva come un memoriale di qualche grande vittoria romana. Secondo questa tradizione Vespasiano conseguì una grande vittoria a Camelon e catturò la corona e i gioielli dei re dei Pitti. Si dice che la porta fosse di ferro, la cui rimozione da parte dei Monteith di Cars gettò una maledizione sulla famiglia.